# Skolbuss

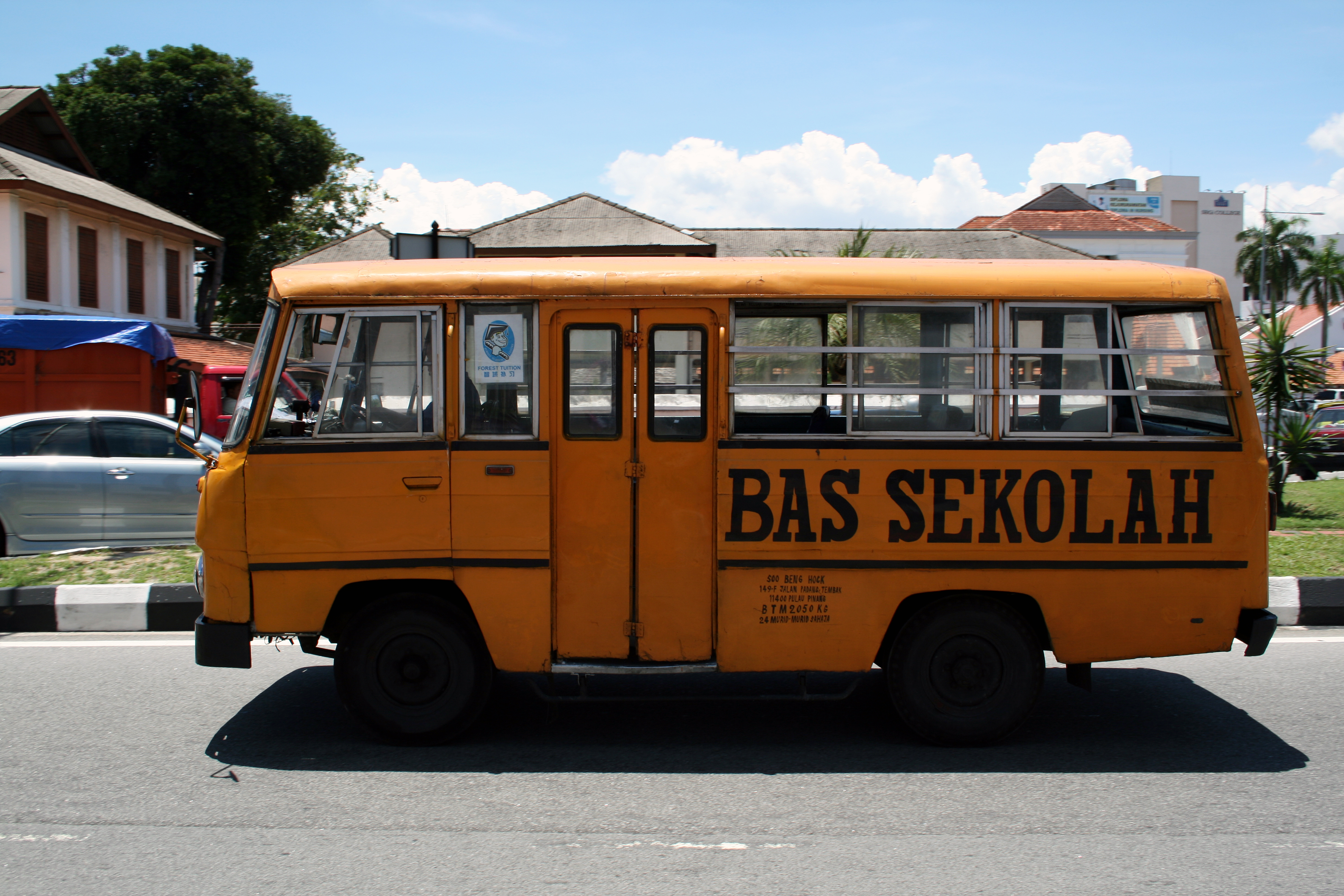
En skolbuss i Malaysia.

En skolbuss eller skolskjuts är en buss som är avsedd för transport till och från skolan för de elever i skolåldern som har lång, besvärlig eller farlig skolväg. Begreppet skolskjuts kan även avse transport till och från skolan med andra färdmedel som eleven inte själv styr, exempelvis taxi.

## Sverige

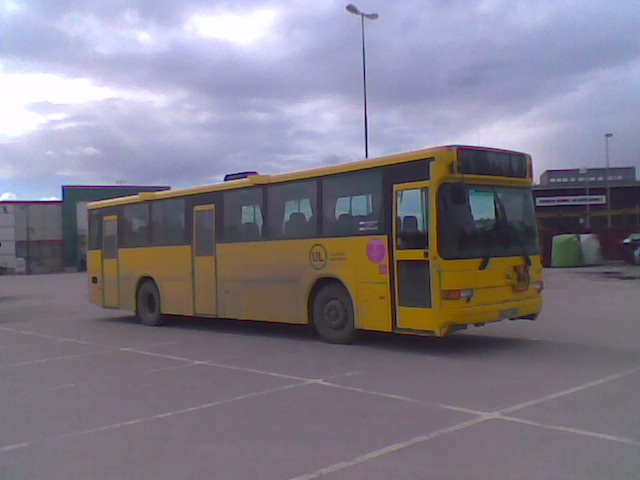
Skolbuss i Uppsala i april 2011.

I Sverige är kommunerna enligt skollagen (2010:800) skyldiga att erbjuda kostnadsfri skolskjuts till elever i grundskolan, grundsärskolan och gymnasiesärskolan beroende på färdvägens längd, trafikförhållanden, elevens funktionsnedsättning eller någon annan särskild omständighet. Elever som går i annan än kommunens anvisade skolor eller i skola i en annan kommun kan också beviljas kostnadsfri skolskjuts, men kommunerna har då, med vissa undantag, ingen skyldighet att erbjuda det. För elever i gymnasieskolan gäller särskilda bestämmelser om elevresor. Enligt lagen (1991:1110) om kommunernas skyldighet att svara för vissa elevresor har gymnasieelever med rätt till studiehjälp enligt studiestödslagen (1999:1395) rätt till ersättning från kommunen för resor mellan bostad och skola om färdvägen är minst sex kilometer.
Ibland passar de ordinarie linjebussarnas tider och busshållplatser så bra med skolschemat att någon särskild skolbuss inte behöver sättas in. Eleverna tilldelas då ett färdbevis i form av ett så kallat periodkort eller i vardagligt tal "busskort". Det är vanligt att elevernas busskort har särskilda begränsningar. Det kan exempelvis vara personligt, enbart giltigt vardagar mellan vissa klockslag och för ett visst antal resor per dag.

## USA

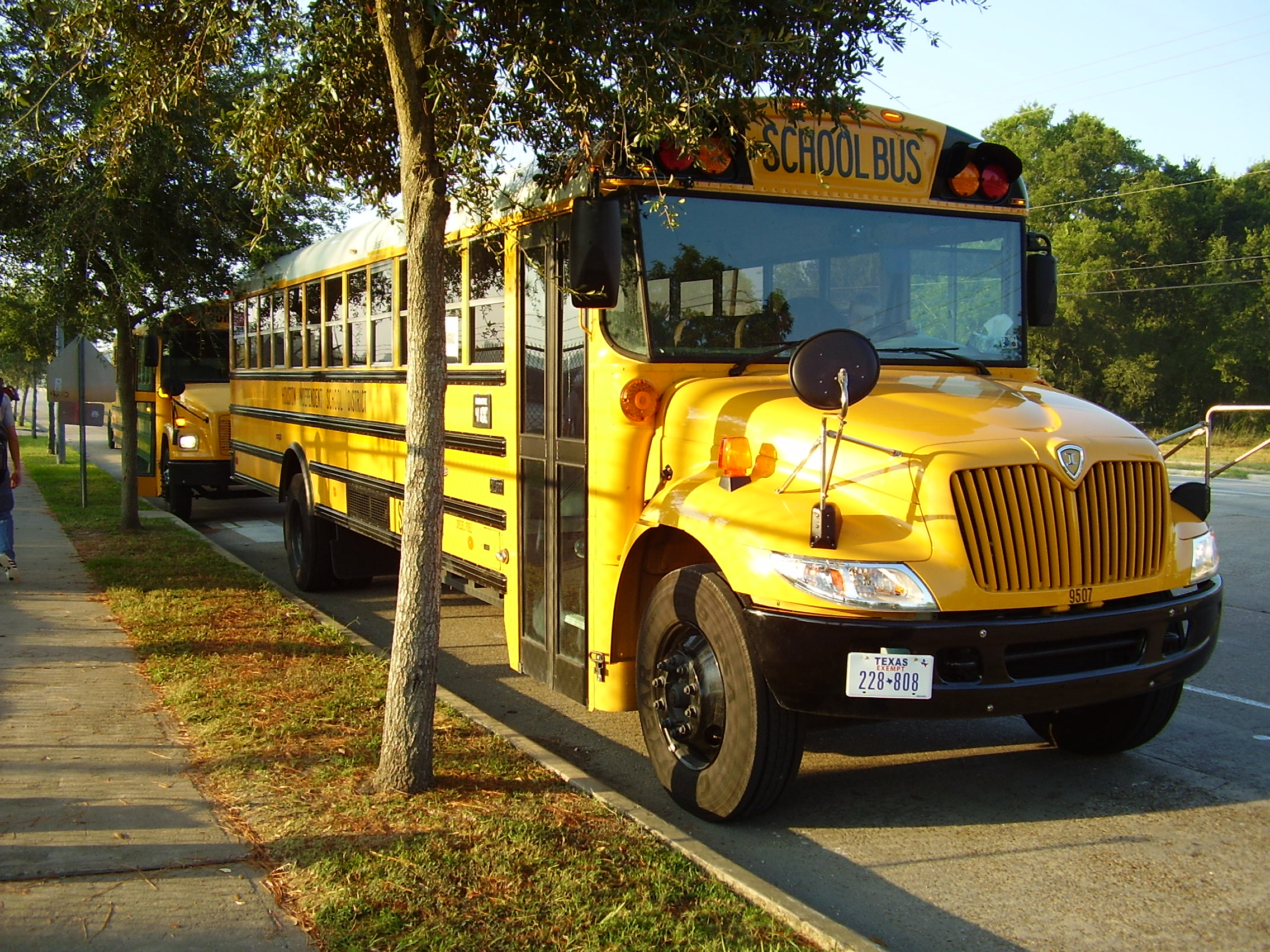
Skolbuss av fabrikatet International i USA

I USA är de flesta skolbussarna gula. 2017 lanserade Thomas Built Buses så kallade elbussar avsedda att användas som skolbussar.